# Grand Slang
Grand Slang – to czcionka bezszeryfowa kaligraficzna. Została stworzona przez niemieckiego projektanta czcionek, Nikolas Wrobel, i opublikowana 1 września 2019 roku przez firmę deweloperską czcionek Nikolas Type.
Inspiracją do projektowania Grand Slang było amerykańskie kaligraficzne pisarstwo XX wieku, a także prace amerykańskich kaligrafów, Oscar Ogg i William Addison Dwiggins. Elementy pochodzą również z osobistej kolekcji projektanta oraz z napisów pojawiających się w amerykańskich filmach z lat 40. i 50. XX wieku.
Czcionka zawiera cechy antykw i groteski, łącząc kaligrafię ręczną z czystymi formami geometrycznymi. Pokazuje zrównoważony stosunek stabilności i elastyczności, obejmując ponad 310 znaków, w tym małe i duże litery, cyfry, znaki interpunkcyjne, akcenty, znaki diakrytyczne, ligatury i symbole.
Jej nazwa, Grand Slang, składa się z angielskich słów grand i slang. W amerykańskim i brytyjskim slangowym grand oznacza zestaw tysięcy dolarów lub funtów.
Czcionka Grand Slang jest dostępna do cyfrowego pobrania w formatach plików OpenType i Web Open Font Format, nadających się do projektowania graficznego, projektowania stron internetowych, aplikacji i e-booków.
Obsługuje różnorodne języki europejskie oparte na alfabecie łacińskim i jest dostępna na podstawie licencji na oprogramowanie własnościowe, ograniczającej użytkowanie i redystrybucję zgodnie z warunkami określonymi w umowie licencyjnej na oprogramowanie.